# Unternehmen Arktis
Unternehmen Arktis (Originaltitel: Men Against the Arctic) ist ein US-amerikanischer Dokumentar-Kurzfilm aus dem Jahr 1955 von Winston Hibler, der auch das Drehbuch schrieb. Der Film wurde bei den 28. Academy Awards im Jahr 1956 mit einem Oscar ausgezeichnet.

## Handlung

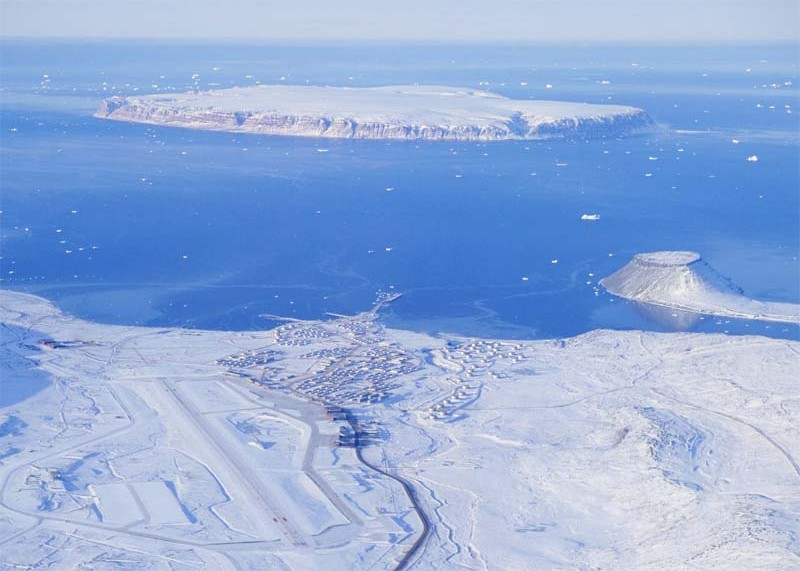
Thule Air Bace, die im Film eine Rolle spielt

Die Handlung dreht sich um Icebreakers, Schiffe, die ganz besonders konstruiert und ausgerüstet sind und gebaut wurden, um sich beispielsweise bei einem Ausflug nach Thule durch die schweren Eisblöcke der Arktis zu kämpfen. Sie dienen auch dazu, um anderen Schiffen eine Fahrrinne freizubrechen und einen zugefrorenen Strom schiffbar zu halten, was ganz besonders für Versorgungsschiffe von Bedeutung ist. Geschildert werden die Gefahren, die mit dieser Arbeit verbunden sind, sei es im Wasser oder auch in der Luft.
Der Film geht weit in die Vergangenheit zurück bis zu dem Griechen Pytheas, der bereits um 310 v. Chr. mit seinem Boot in die unwegsame Region des arktischen Meeres vorgedrungen ist. Später sei es dann Erik der Rote gewesen, den es nach Grönland verschlagen habe. Jahrhunderte seien vergangen, bis der Engländer Martin Frobisher auf der Suche nach der Nordwestpassage die später nach ihm benannte Frobisher-Bucht entdeckt habe. Viele andere Männer seien ebenfalls auf der Suche danach gewesen. Auch heute halte der ferne Norden noch viele Geheimnisse bereit, wozu auch das Rätsel des arktischen Sturms gehöre, der für das Wetter in der Region verantwortlich ist. Für die Schifffahrt und Flüge sei das Wissen darum von erheblicher Bedeutung. Verwiesen wird auf die Wetterstationen, die die Vereinigten Staaten, Kanada und Dänemark dort errichtet haben.
Gezeigt wird auch der Militärstützpunkt Alert, die nördlichste dauerhaft besetzte menschliche Ansiedlung der Erde, die auf dem Gebiet des kanadischen Territoriums Nunavut auf Ellesmere Island an der Bucht Dumbell Bay der Lincoln-See im Arktischen Ozean liegt, von dem aus die Eisaufklärungsflugzeuge starten. Auch der Humboldt Gletsjer, der breiteste Gletscher auf der Nordhalbkugel, ein grüner Punkt nur von oben, wird gezeigt.
Es sei ein gefährlicher Job, die meterdicken Eisplatten zu durchdringen und für den Seeverkehr offen zu halten. Dazu seien viele Eisbrecher nötig. Man dürfe auch die auseinanderbrechenden Eisplatten nicht unterschätzen. Gefährlich seien vor allem die Eisberge, die riesig Stücke von den Gletschern abbrechen, die einige Millionen Tonnen wiegen und mehrere Kilometer lang seien. Hubschrauberpiloten überwachen zudem das Eis am Polarkreis und sind auf der Suche nach Spuren offenen Wassers, die zu größeren Lichtungen führen, Plätze, in denen die Eisbrecher Platz zum Manövrieren haben. Ein Schiff allein, das in diesem gefrorenen Chaos nach unten getrieben werde, könne nie wiedergefunden werden. Das Landungsmanöver sei für die Helikopter immer die kritischste Phase. In die Thule Air Base, ein Mammut-Unternehmen, seien bereits mehr als 300 Millionen Dollar investiert worden. Thule verdiene den Namen „Ende der Erde“.

## Produktion, Veröffentlichung
Produziert wurde der Film, der Teil von Walt Disneys Serie Land und Leute ist, von Walt Disney Productions, vertrieben durch die Buena Vista Film Distribution Company und RKO Radio Pictures. Die Filmaufnahmen entstanden in der Arktis, in Grönland und am Nordpol. Für den Ton sorgte Robert O. Cook, für die Spezialeffekte Ub Iwerks und Joshua Meador.
Walt Disney stellte dem Film die Worte voran: „An die United States Coast Guard, die United States Navy und das Department of Defense ... wir danken für ihre Mitarbeit bei der Erstellung dieses Filmdokuments.“
Der Film hatte am 21. Dezember 1955 in den USA Premiere. In Schweden konnte man ihn ab dem 26. Dezember 1956 unter dem Titel Kampen mot Arctic sehen und in Japan ab dem 5. Mai 1957. Veröffentlicht wurde er zudem in Finnland unter dem Titel Jäämeren valloittajat. In den westdeutschen Kinos lief er am 21. März 1958 an.

## Auszeichnungen
Walt Disney wurde auf der Oscarverleihung 1956 mit dem Film in der Kategorie „Bester Dokumentar-Kurzfilm“ mit der begehrten Trophäe ausgezeichnet.
Bei den Internationalen Filmfestspielen Berlin 1956 wurde Winston Hibler für seinen Film mit einer Goldenen Plakette geehrt.